# Знаки различия

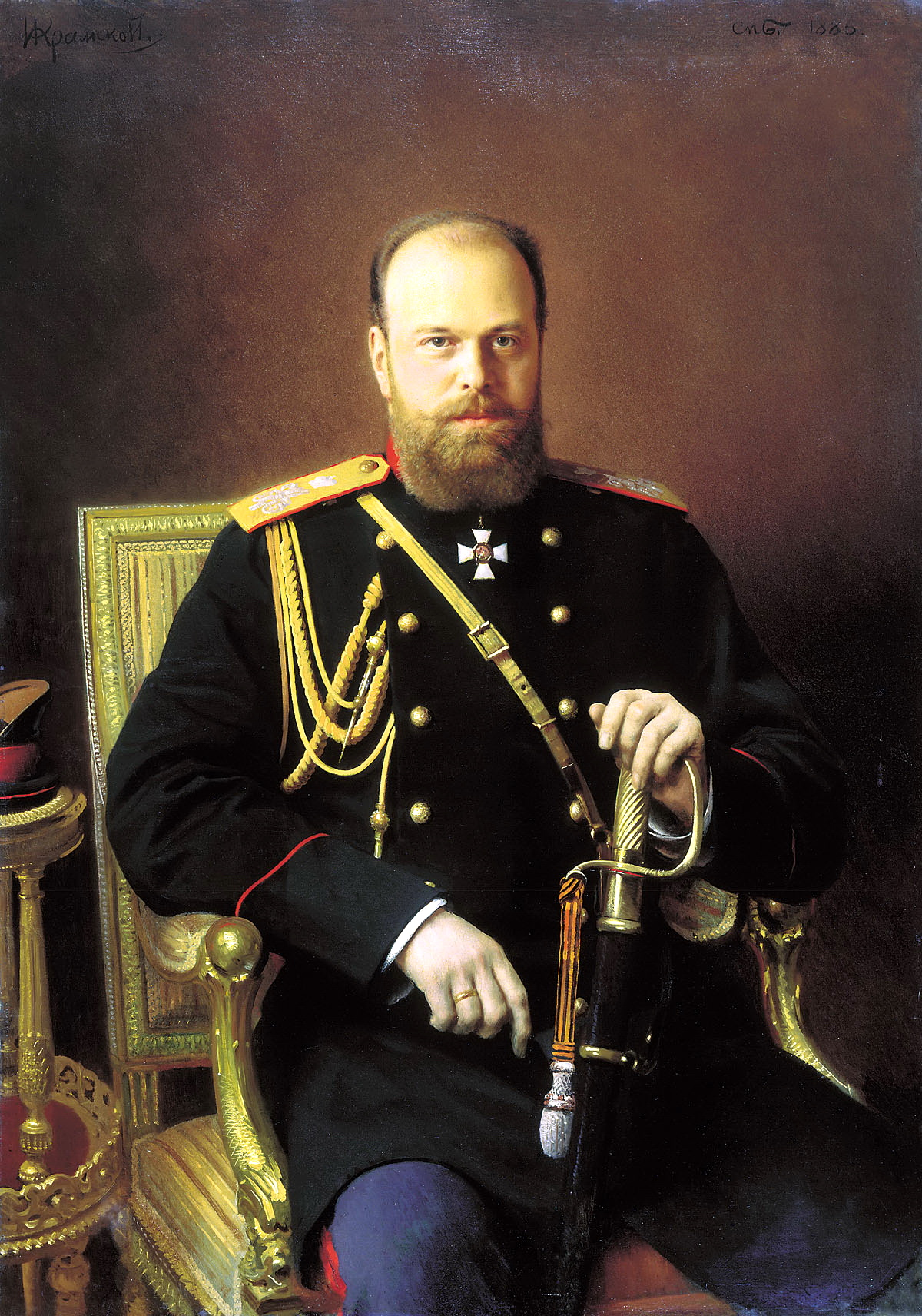
Портрет (1886 год) Императора Александра III (1881—1894 года), в военной форме одежды, художник Иван Крамской, видны погоны, портупея и темляк

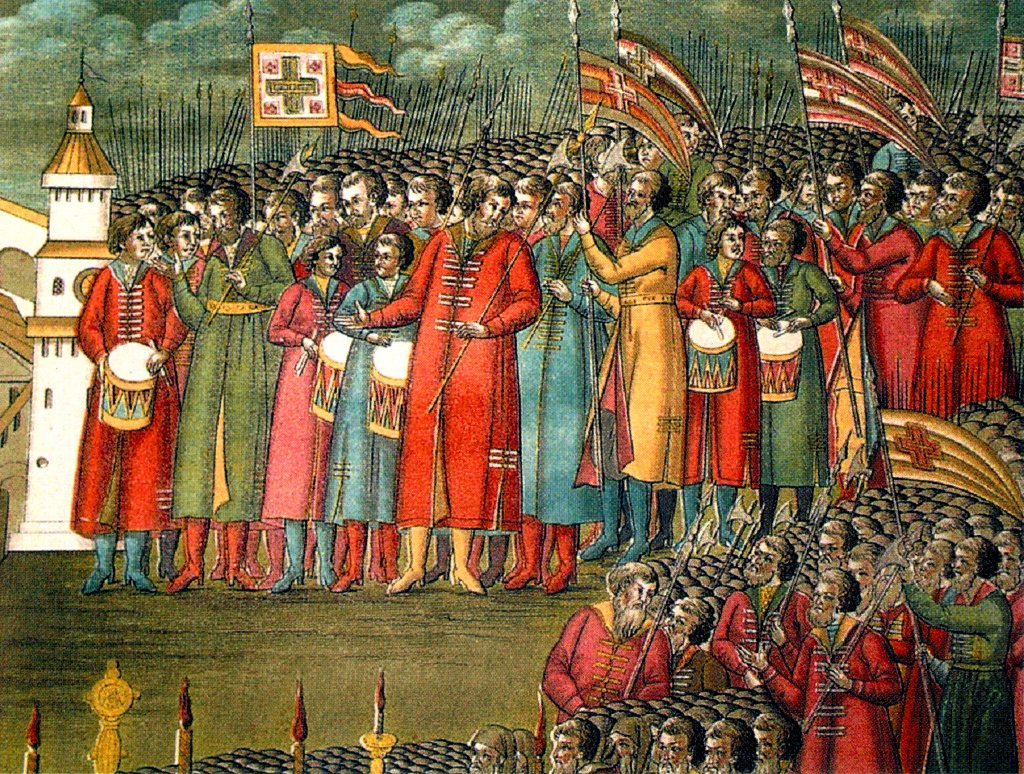
Стрельцы, на рисунке 1672 года.

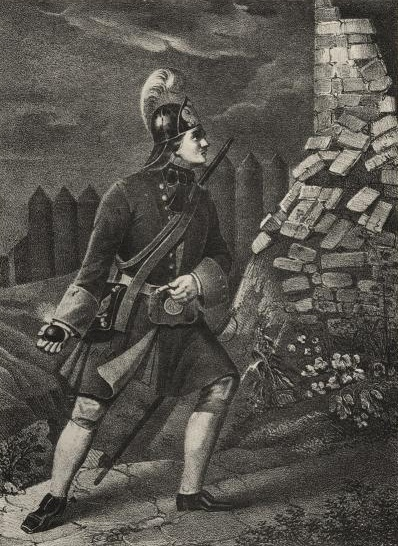
Рядовой гренадер Л. Гв. Преображенского полка с 1700 по 1732 год.

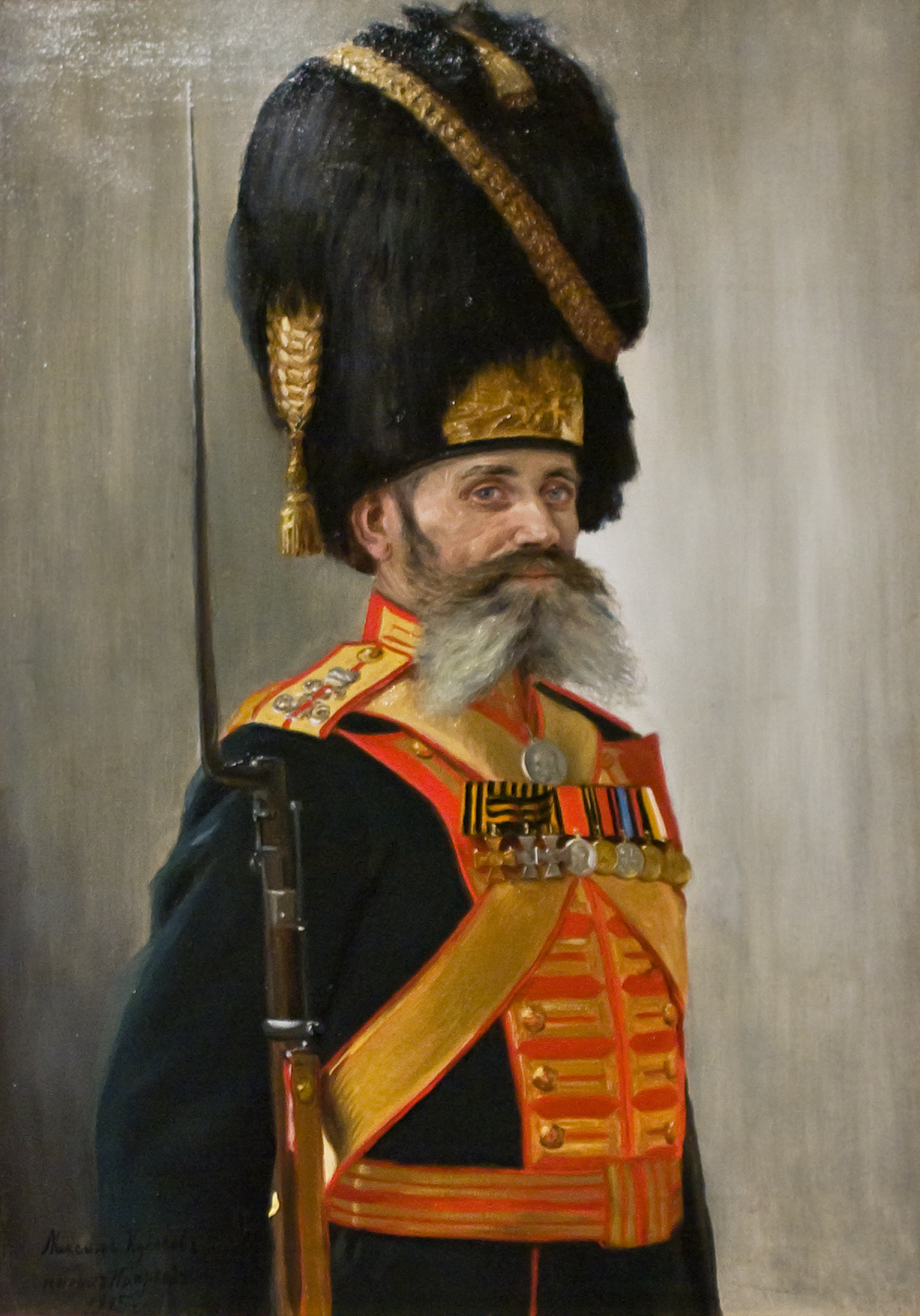
Портрет рядового Роты Дворцовых Гренадер М. Кулакова. 1915.

Знаки различия — знаки на униформе (форме одежды, форменной одежде) для обозначения персональных воинских и специальных званий, классных чинов, должностей, принадлежности к роду войск вида вооруженных сил, спецвойскам, службе или ведомству.
Знаки различия включают в себя: цвета формы одежды (военнослужащего, служащего, чиновника и других), и её элементов: погоны (погончики), эполеты, знаки (эмблемы) на головных уборах (кокарды) и на петлицах, нагрудные и нарукавные знаки — горжеты, пуговицы, нашивки, лычки, шевроны, канты и лампасы, (цвета нашивок, окантовки, петлиц, беретов и тому подобное), другие элементы формы одежды (папаха, аксельбант и так далее).

## История появления знаков различия
Знаки различия — один из древнейших артефактов. На протяжении всей истории племен существовали особые символы, которые позволяли отличить членов одного рода от другого. Такие знаки считались священными, оказывали незримую поддержку, были своего рода объединяющим началом. Кроме того, знаки различия помогали выстроить иерархическую лестницу. При этом внешний вид таких знаков кардинально менялся на протяжении человеческой истории.
Поначалу символика была далека от современного формата. Ведь первые знаки различия — это татуировки! Кроме того, у разных народностей в качестве знаков различия использовались перья, каменные бусы, ракушки и другие украшения, которые дополняли одежду первобытных людей.
Когда именно эти знаки превратились в современные нам погоны, шевроны, звёздочки и нашивки, сказать сложно. Но уже в Древнем Китае встречаются первые знаки различия на одежде. Их носили гражданские люди, и обозначали они должности чиновников.
Примерно тогда же появились прообразы военных нашивок. Широко известны нашивки римских легионеров. У каждой когорты или подразделения Римской империи была своя эмблема, которая несла в себе очень важную для соратников информацию. Затем такого рода опознавательные знаки распространились по всей Европе. Со временем знаки различия значительно трансформировались.
Так, одной из разновидностей знаков различия стали нашивки, которые стали неотъемлемым элементом профессиональной, корпоративной и даже вполне обычной одежды. Нашивки часто используются в молодёжной одежде. Существует специальная наука сигнуманистика, которая занимается коллекционированием и систематизацией различных нашивок, а также ряд геральдических правил, согласно которым составляются изображения на нашивках.
Сегодня сложно представить без тех или иных знаков различия определённые виды профессиональной и корпоративной одежды, официальную форму и одежду спортсменов, и, конечно же, военных.

## Россия

### Знаки различияРоссийской Империи
В XVI — XVII веках в русском стрелецком войске «начальные люди» (офицеры) отличались от рядовых стрельцов покроем одежды, вооружением, а также имели трость и рукавицы или перчатки с запястьями. В регулярной армии Петра I унтер-офицеры отличались от рядовых золотым галуном, нашитым на обшлаги и вокруг полей шляпы; у офицеров золотой галун нашивался по бортам кафтана или камзола, по краям обшлагов и карманных клапанов. Офицеры имели горжет (нагрудный знак), трехцветный шарф с серебряными и золотыми кистями и шпагу с вызолоченным эфесом. Офицерский горжет имел форму полумесяца с государственным гербом в центре, надевался под воротником, прикреплялся шнурками к эполетам и пуговицам. Отменен в 1859 г., оставлен для ношения только обер-офицерам лейб-гвардии Преображенского и Семеновского полков и первой батареи лейб-гвардии Первой артиллерийской бригады, которые имели пожалованные Петром I знаки за отличие в бою под Нарвой 19 ноября 1700 г. (знак представлял собой выбитую на горжете надпись «1700 19NO»). С 1864 г. подобные знаки было приказано носить в строю офицерам 1-го военного Павловского училища. В 1884 г. право ношения офицерского знака распространено на штаб-офицеров и генералов.
Между 1683 и 1699 годами на русской военной одежде появился погон (первоначально — на левое плечо). Его задачей было удержать от сползания с плеча лямку гренадной сумки гренадеров. Использовать погон как знак различия стали с 1762 года. При императоре Павле I погоны на офицерской и унтер-офицерской форме отменяются. Император Александр I в 1802 году при переходе на мундир фрачного покроя ввел матерчатые погоны пятиугольной формы. Солдатам полагались погоны на оба плеча, унтер-офицерам — на правое плечо (с 1803 года на оба плеча), офицерам — на левое плечо. В 1807 году у офицеров погон заменяется сначала одним эполетом, а с 1809 года офицеры носят эполеты на обоих плечах. В 1843 году на погонах унтер-офицеров появляются поперечные нашивки, обозначающие чин.
В 1827 г. на эполетах введены звездочки для обозначения воинских чинов: одна — прапорщик, корнет, хорунжий; две — подпоручик, капитан, лейтенант, майор, генерал-майор; три — поручик, сотник, подполковник, полковник, войсковой старшина, генерал-лейтенант; четыре — штабс-капитан, штабс-ротмистр, подъесаул. Капитан, ротмистр, есаул, полковник, генерал от инфантерии (кавалерии, артиллерии), инженер-генерал носили эполеты без звездочек. При этом эполеты чинов разного ранга отличались своим оформлением. В 1843 г. введены знаки различия для унтер-офицеров. В 1854 г. вновь введены погоны для офицеров и генералов: для обер-офицеров — с одним просветом, для штаб-офицеров — с двумя, для генералов — с зигзагами без просветов. Количество звездочек на погонах соответствовало чину. На них также вышивались номера частей, соединений, заглавные буквы их наименований и вензеля, присвоенные войсковым частям. С началом Первой мировой войны цвет погон и офицеров, и нижних чинов был установлен защитный. На флоте также существовала система погонов и эполет с обозначением чинов, но адмиральские чины, например, обозначались не звездочками, а орлами. Эполеты с 1881 г. были оставлены только для парадной формы.
Знаками различия гражданских чиновников Российской империи были (в разное время и для различных ведомств) петлицы, шитье на мундире, погоны, плечевые шнуры и контрпогоны. На петлицах, погонах и контрпогонах для обозначения классного чина по Табели о рангах размещались звездочки и просветы, сходные (но не тождественные) таковым у офицеров.

### Знаки различияРСФСР и СССР в 1918—1943 гг.
Декретом ВЦИК и СНК РСФСР от 10 ноября 1917 года «Об уничтожении сословий и гражданских чинов», декретом СНК РСФСР от 16 декабря 1917 года «Об уравнении в правах всех военнослужащих» все российские военные и гражданские чины и звания были упразднены вместе с соответствующими знаками различия, однако с 1919 г. в РККА начали применяться знаки различия по должности (размещались на рукаве, с 1924 г. — на петлицах).
- Приказ Реввоенсовета РСФСР от 03.04.1920 № 572 «Об объявлении описания нарукавных знаков различия по родам войск и Правил награждения некоторых категорий лиц Красной Армии нарукавными знаками различия»

В 1935 г. в РККА были введены персональные звания, различные для командного состава и категорий начальствующего состава; соответственно были изменены знаки различия. В 1940 г. были установлены генеральские и адмиральские звания, а также новые звания для младшего командного состава. При этом, как и раньше, знаками различия оставались петлицы и нарукавные знаки.

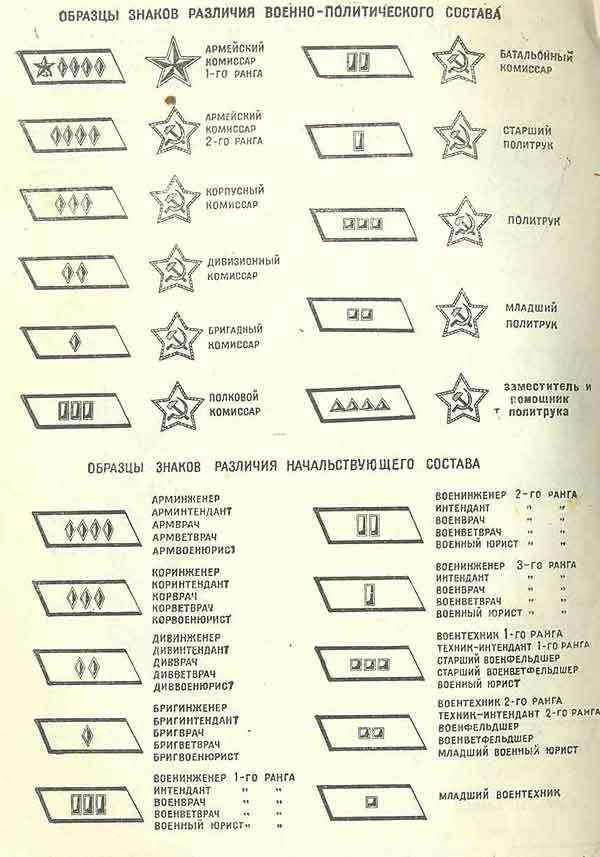

Знаки различия, отличающиеся от принятых в РККА, были также установлены в органах внутренних дел и государственной безопасности.
Пример довоенных знаков различия советского военно-морского флота можно увидеть в документе «Форма одежды личного состава военно-морских сил РККА», 1934 г.

### Знаки различияСССР в 1943—1954 гг.
Знаки различия в СССР этого периода во многом аналогичны знакам различия в Российской империи, в особенности это касалось знаков различия в гражданских ведомствах.

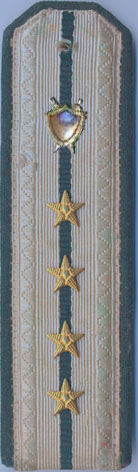
Погончик Прокуратуры СССР образца 1943 г.

Знаки различия в виде погон были установлены для Советской Армии, Военно-Морского Флота, Министерства государственной безопасности, Министерства внутренних дел, а также в следующих гражданских ведомствах:
- Министерство путей сообщения СССР[6]
- Министерство иностранных дел СССР[7]
- Министерство речного флота СССР
- Главное управление гражданского воздушного флота
- Прокуратура СССР

Знаки различия в виде петлиц предусматривались в следующих гражданских ведомствах:
- Министерство финансов СССР и Госбанк СССР
- Министерство государственного контроля СССР
- Министерство заготовок СССР
- Министерство геологии и охраны недр СССР
- Министерство угольной промышленности СССР[8]
- Министерство нефтяной промышленности СССР[9]
- Министерство чёрной металлургии СССР
- Министерство цветной металлургии СССР
- Министерство химической промышленности СССР
- Министерство лесной промышленности СССР
- Министерство электростанций СССР[10]
- Министерство связи СССР
- Главное управление геодезии и картографии при Совете Министров СССР
- Главное таможенное управление Министерства торговли СССР

В Министерстве морского флота СССР, Главном Управлении северного морского пути предусматривались знаки различия в виде нарукавных галунных нашивок. Студенты ряда вузов носили знаки различия в виде контрпогон.
Следует обратить внимание, что продолжал соблюдаться существовавший в Российской империи принцип размещения звезд на погонах и петлицах — у всех работников невоенных ведомств звезды располагались в одну линию (за единственным исключением). Также погоны работников гражданских ведомств имели рисунок галуна, отличающийся от рисунка галуна погон военнослужащих, и, как правило, были у́же.

### Знаки различияРСФСР и СССР в 1954—1991 гг.

Знаки различия (петлицы)
Прокуратуры СССР образца 1954 года

Указом Президиума Верховного Совета СССР от 12 июля 1954 года «Об отмене персональных званий и знаков различия для гражданских министерств и ведомств» звания и знаки различия в большинстве гражданских ведомств были отменены. Тем не менее, сохранились знаки различия по должностным категориям. В Прокуратуре СССР, МПС и МИД погоны были заменены петлицами.
Знаки различия военнослужащих также претерпели определённые изменения. В частности, 30 июня 1955 года приказом Министра обороны СССР № 105 были введены новые Правила ношения военной формы одежды Маршалами Советского Союза, Адмиралами Флота Советского Союза, маршалами, генералами, адмиралами и офицерами Советской Армии и Военно-Морского Флота (на мирное время). В 1970 году в связи с введением новой формы одежды со знаками различия снова произошли существенные изменения — например, для солдат, сержантов и курсантов Советской Армии было оставлено три цвета погон: красный, голубой и чёрный; для просветов офицерских погон, окантовки погон и одежды генералов было оставлено три цвета: голубой, малиновый и красный (в 1980 году малиновый цвет был упразднён). Последнее изменение знаков различия Советской Армии было произведено в 1988 году.

### Знаки различияРоссийской Федерации
Геральдическим советом при Президенте Российской Федерации была разработана концепция форменного костюма федеральных государственных служащих, предусматривающая три основных типа форменной одежды, включая знаки различия:
- Военная форма одежды
- Форма одежды государственных служащих государственной правоохранительной службы, имеющих специальные звания
- Форма одежды государственных служащих государственной правоохранительной и государственной гражданской службы, имеющих классные чины

Современная концепция знаков различия существенно отличается как от традиции, существовавшей в Российской Империи, так и от продолжавшей её советской. Например, классные чины государственных гражданских служащих различаются не продольными просветами и пятиконечными звездами, а поперечными нашивками и десятиконечными звездами особого образца. Более того, классные чины работников Генеральной Прокуратуры и Федеральной службы судебных приставов обозначаются так же, как воинские и специальные звания соответственно, с характерным для этих званий видом погонов.
Военная форма одежды носится военнослужащими следующих органов исполнительной власти России:
- Министерство обороны Российской Федерации;
- Федеральная служба войск национальной гвардии Российской Федерации;
- Федеральная служба безопасности Российской Федерации;
- Федеральная служба охраны Российской Федерации;
- Служба внешней разведки Российской Федерации;
- Главное управление специальных программ Президента Российской Федерации;
- Министерство Российской Федерации по делам гражданской обороны, чрезвычайным ситуациям и ликвидации последствий стихийных бедствий;
- Следственный комитет Российской Федерации;
- Прокуратура Российской Федерации.

Форма одежды образца, предусмотренного для государственных служащих государственной правоохранительной службы, имеющих специальные звания, используется в следующих органах исполнительной власти:
- Министерство внутренних дел Российской Федерации (лицами, имеющими специальные звания полиции (милиции), юстиции и внутренней службы);
  - Государственная фельдъегерская служба Российской Федерации
- Федеральная служба войск национальной гвардии Российской Федерации (лицами, имеющими специальные звания полиции)
- Федеральная таможенная служба
- Федеральная служба судебных приставов
- Федеральная служба исполнения наказаний
- Министерство Российской Федерации по делам гражданской обороны, чрезвычайным ситуациям и ликвидации последствий стихийных бедствий (лицами, имеющими специальные звания внутренней службы)
  - Государственная противопожарная служба МЧС России
- Следственный комитет Российской Федерации

Форма одежды образца, предусмотренного для государственных служащих государственной правоохранительной и государственной гражданской службы, имеющих классные чины, носится в следующих органах исполнительной власти:
- Федеральная служба по надзору в сфере защиты прав потребителей и благополучия человека[16]
- Федеральное медико-биологическое агентство
- Федеральная служба по ветеринарному и фитосанитарному надзору[17]
- Министерство природных ресурсов и экологии Российской Федерации
  - Федеральная служба по надзору в сфере природопользования[18]
  - Федеральное агентство лесного хозяйства
- Федеральная налоговая служба[19]
- Федеральное казначейство
- Федеральная служба государственной регистрации, кадастра и картографии
- Федеральная таможенная служба
- Федеральная служба по экологическому, технологическому и атомному надзору
- Министерство транспорта Российской Федерации
  - Федеральное агентство морского и речного транспорта
  - Федеральное агентство железнодорожного транспорта
  - Федеральная служба по надзору в сфере транспорта
  - Федеральное дорожное агентство
- Министерство юстиции Российской Федерации
- Прокуратура Российской Федерации

Форма одежды особого образца применяется в следующих органах власти и организациях:
- Министерство иностранных дел Российской Федерации;
- Судьи, сотрудники аппаратов судов;
- Государственная инспекция по маломерным судам МЧС России;
- Ведомственная охрана[20][21];
- ФГУП «Охрана» Росгвардии;
- ФГУП «Главный Центр Специальной Связи»[22];
- Военизированные горноспасательные части[23][24];
- ОАО «РЖД»;
- Казачьи общества.

Отменена в связи с упразднением ведомства:
- Федеральная служба Российской Федерации по контролю за оборотом наркотиков[25]
- Федеральная миграционная служба

### США

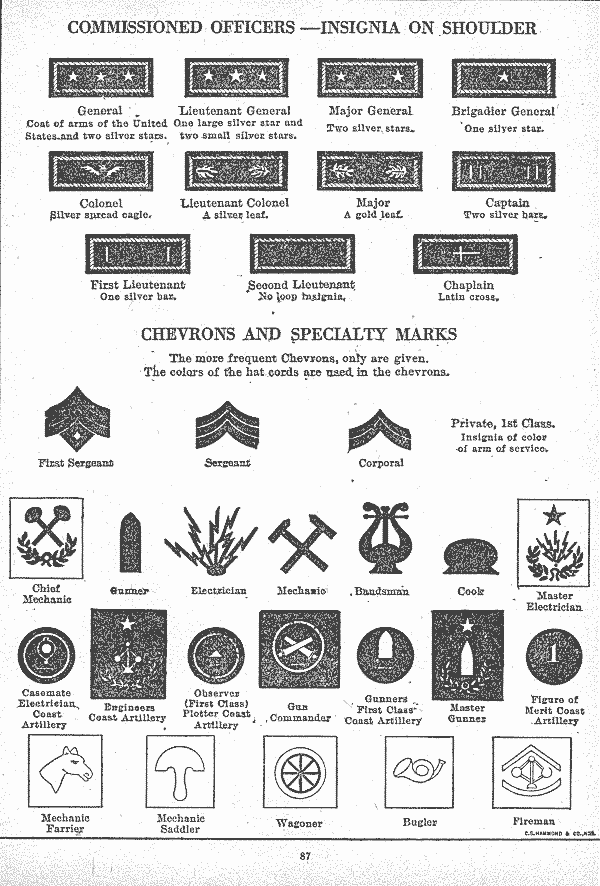
Знаки различия ВС США, времен Первой мировой войны.